# Fujiwara no Nobuyori
Fujiwara Nobuyori va ser un noble de la cort a finals del període Heian. Com a favorit de l'emperador Goshirakawa, va exercir un poder immens, però va entrar en conflicte amb Shinzei, que també era un vassall proper de l'emperador retirat. Va iniciar la Rebel·lió Heiji amb Minamoto no Yoshitomo, va decapitar a Shinzei i es va convertir en l'home més poderós de la Cort Imperial, però va ser derrotat per Taira no Kiyomori, que es va aliar amb el suport de l'emperador Nijō al govern. Va ser decapitat a Rokujogawara.

## Biografia
Va néixer com el quart (o tercer) fill de Fujiwara no Tadataka, un vassall de confiança de l'emperador Toba. Se li va atorgar la noblesa el 1144, i el 1146 va ser ascendit al rang de Cinquè Grau Junior. Va servir com a governador de Tosa el 1148 i governador de Musashi el 1150, servint successivament com a receptor del feu del seu pare. El 1151, va ser ascendit a Cinquè Grau Júnior, i l'any següent, el 1152, va ser nomenat Uhyoe no Saku, i el 1155, va ser nomenat Quart Grau Juvenil i Musashi no Kami.
Tan bon punt es va convertir en un assistent proper de l'emperador Go-Shirakawa, es va convertir en un servent favorit fins al punt que els que l'envolten van dir que estava "afavorit en un grau escandalos". L'any 1157, va ser nomenat des del càrrec d'Ukon'e Gonchujo a Kurodo no To i Sakon'e Gonchujo, i va ser ascendit de quart rang junior a quart rang sènior, inferior. L'any següent, el 1158, va ser ascendit a quart rang sènior i palau de l'emperadriu Gonjo, i al febrer va ser promogut com a tercer rang i conseller del mateix any. El mateix any, va ser nomenat Gon Chunagon (conseller intermedi provisional) i també va ocupar els càrrecs de Kebiishi betto (cap del Kebiishi) i Uemon no Kami (cap del clan Uemon). Després que l'emperador Go-Shirakawa abdiqués, es va convertir en el gran sacerdot de la Cort Imperial.
Nobuyori també va centrar la seva atenció en el poder del samurai, enviant al seu germanastre Motonari com a governador de Mutsu i comandant del districte naval, també va formar una aliança matrimonial amb Fujiwara no Motohira, el segon cap de l'aristocràtic clan militar d'Oshu Fujiwara (casant amb la filla de Motonari, el seu fill Fujiera, el seu jove appointed); germà Nobutoki com el seu successor com a governador de Musashi. Com a resultat, en aconseguir el control de les oficines del govern provincial a la província de Musashi, que era la línia de vida del control dels samurais de Kanto, i en controlar la província de Mutsu, de la qual s'obtenien cavalls i armes essencials per als samurais, es va reforçar la influència sobre Minamoto no Yoshitomo, que estava avançant el seu control de la regió de Kanto. En particular, es creu que la raó per la qual Minamoto no Yoshitomo va poder reunir tropes sense ser acusat d'un crim durant la Guerra d'Okura que es va produir just abans de la Rebel·lió de Hogen va ser perquè tenia el consentiment fiable del senyor feudal de la província de Musashi en aquell moment. A més, es va celebrar un matrimoni entre la filla de Taira no Kiyomori, el més gran aristòcrata militar de l'època, i el fill gran de Nobuyori, Nobuchika, i Nobuyori es va convertir en una figura poderosa a la Cort Imperial.
A més, el "Heiji Monogatari" i altres fonts expliquen que aquesta promoció es va deure al favor de l'emperador Go-Shirakawa, que tenia una relació homosexual amb ella. També va ser descrit com un home incompetent que va assolir protagonisme gràcies al favor, "mai no va ser hàbil en literatura ni en arts marcials, mai no va tenir cap talent i mai va presumir de res més que el favor de la cort". No obstant això, Nobuyori va ser nomenat conseller mentre encara tenia el rang de quart rang júnior en aquell moment. Això demostra que era un buròcrata pràctic capaç en aquell moment. A més, tant l'avi de Nobuyori, Mototaka, com el seu pare, Tadataka, van rebre el rang de Tercer Grau Júnior, el que significa que el mateix Nobuyori tenia un estatus familiar suficient per convertir-se en un noble de la cort. A més, com s'ha esmentat anteriorment, tenia profunds vincles amb Oshu, que produïa els materials necessaris per als samurais, i en controlar Oshu i tenir Yoshitomo sota el seu control, va tenir influència sobre altres aristòcrates militars. No és d'estranyar que les seves habilitats pràctiques i la seva forta influència entre l'aristocràcia militar van portar al seu estatus creixent dins de la Cort Imperial. Aquesta promoció també es va dur a terme amb l'aprovació de Shinzei, que va tenir una gran influència en les decisions del personal a l'època. No obstant això, malgrat aquesta avaluació, alguns diuen que la velocitat de la promoció de Nobuyori al rang oficial va ser massa ràpida perquè s'hagués basat en la capacitat (ni tan sols hi havia un període per demostrar que era apte per al càrrec), i que només podria haver estat un moviment de personal possible gràcies al favor de Go-Shirakawa, donades les circumstàncies anteriors {nota n. 1}
El poder de Nobuyori en aquella època era tan gran que l'any 1158, durant el Festival de Kamo, el regent Fujiwara no Tadamichi va entrar en una disputa amb Nobuyori i va ser increpat per l'emperador Go-Shirakawa i confinat al palau d'Higashisanjo (Tadamichi va ser indultat cinc dies després, però el seu administrador no va ser detingut dos mesos després de la seva casa, Tadamichi va ser detingut i a la seva casa dos mesos). Més tard, Tadamichi es va casar amb la germana de Nobuyori amb el seu fill gran, Motozane. Del seu ventre va néixer el fill gran de Motomi, Motomichi. Aquesta va ser la decisió de Tadamichi, després d'haver vist el poder de Shinjiro {Nota n. 2}
Després de la Rebel·lió Hogen, el món polític va estar en convulsions amb el declivi de l'estatus de la família regent i l'absència d'un Chiten no Kimi. En aquest entorn, l'home que va créixer ràpidament en el poder va ser Shinzei, la dona de la qual era la nodrissa de l'emperador Go-Shirakawa. A més, el 1158, l'emperador Go-Shirakawa va abdicar i l'emperador Nijō va pujar al tron. Shinzei va començar a exercir el poder enviant els seus fills entre els ajudants jubilats i col·laboradors propers a l'emperador, però això va provocar ressentiment entre els antics ajudants jubilats i els col·laboradors propers de l'emperador Nijō, que buscaven obtenir més poder. Com a resultat, va sorgir un moviment per excloure a Shinzei entre els ajudants jubilats i col·laboradors propers a l'emperador, els aristòcrates, es va convertir en el centre de la facció anti-Shinzei Això finalment es va convertir en la Rebel·lió Heiji. La visió convencional del ràpid ascens al poder de Nobuyori a través de l'homosexualitat i el conflicte entre Nobuyori i Shinzei es basa en el "Heiji Monogatari", i com s'ha esmentat anteriorment, la investigació sobre el món d'aquella època està dissipant gradualment la visió que la Rebel·lió Heiji es va desencadenar únicament pel conflicte entre aquests dos homes. D'altra banda, hi havia una rivalitat entre els fills de Nobuyori i Shinzei, Fujiwara no Toshinori i Shigenori, per la promoció en el lloc de treball, i una sensació de crisi semblant s'estava estenent entre la societat aristocràtica, incloent-hi ajudants propers a l' emperador, com Fujiwara no Narichika i Fujiwara no Korekata, que es diu que va conduir a la rebel·lió Heiji.
El 9 de desembre de 1160 (19 de gener de 1160), mentre Kiyomori estava fora en pelegrinatge a Kumano, Nobuyori va persuadir Yoshitomo, Minamoto no Mitsuyasu i Minamoto no Yorimasa per reunir un exèrcit a Kyoto, i Shinzei es va suïcidar. Gràcies als seus èxits, Nobuyori es va convertir en l'home més poderós de la Cort Imperial.
No obstant això, el govern de coalició dels col·laboradors propers de l'emperador retirat i els col·laboradors propers de l'emperador es va quedar amb el problema de si centrar-se en el govern de l'emperador retirat o aspirar al govern directe de l'emperador, i com que es van aixecar en armes i van excloure Shinzei, aquest govern, que era una coalició de forces i confiança que recolzava el col·lapse de l'emperador i altres aristòcrates directes i militars. No obstant això, alguns creuen que Nobuyori també era un membre de la facció pro governamental, i que després de l'exclusió de Shinzei, la situació va passar a la lluita entre faccions dins de la facció pro-emperador, ja que Fujiwara no Korekata, una figura central de la facció pro-emperador, era l'oncle de Nobuyori, el regent era el seu germà de Nobuyori, considerant el seu germà de Gomorre, considerant el seu germà imperial hirakawa, i accedint al tron sense consultar a l'emperador, Nobuyori també era membre de la facció pro-governamental. Quan Taira no Kiyomori, que havia mantingut una postura neutral fins aquell moment, va tornar a Kyoto, els seus propers ajudants Fujiwara no Tsunemune i Korekata van unir forces amb Kiyomori i van aconseguir que l'emperador Nijō visités Rokuhara (bàndol de Kiyomori). Encara que Go-Shirakawa va escapar abans de l'emperador, el bàndol de Korekata no havia temut que Nobuyori fos informat de la situació i, de fet, Go-Shirakawa s'havia escapat immediatament sense informar-lo. Aquest fet també es cita com a prova que Nobuyori no era partidari de la facció Inse. Com a resultat, Shinrai es va convertir en un exèrcit rebel durant la nit.
El seu cunyat, el canceller Motozane, i el seu pare, Odono Tadamichi, es van unir voluntàriament a Rokuhara sense esperar una crida del camp anti-Tsuji. Aristòcrates militars com Minamoto no Mitsuyasu, que originàriament havien estat ajudants propers de l'Emperador, van desertar de la facció rebel que s'havia convertit en l'exèrcit de Nobuyori, i només Yoshitomo, que depenia molt de Nobuyori, va romandre al campament de Nobuyori. A més, immediatament després de la visita de l'emperador Nijō, Nobuchika, que s'havia convertit en el gendre de Kiyomori, va ser retornat a Nobuyori i la seva relació matrimonial amb el clan Taira es va dissoldre. El 26 de desembre (5 de febrer), en una batalla amb les forces governamentals que havien atacat amb el decret de l'emperador, Nobuyori i Yoshitomo van ser fàcilment derrotats pel gran exèrcit de Kiyomori. {nota n. 3}
Nobuyori, que s'havia escapat, va intentar fugir a les províncies orientals amb Yoshitomo, però Yoshitomo (que era només un samurai) va increpar Nobuyori, anomenant-lo "l'home més ximple del Japó", i el va rebutjar per la seva incompetència, que va provocar la pèrdua de l'emperador Nijō, la joia de la seva mà. Va apel·lar a l'emperador Go-Shirakawa al temple de Ninna-ji per salvar-li la vida, però la Cort Imperial no va perdonar a Nobuyori, ja que el van veure com el cervell darrere de la rebel·lió, i tot i ser un noble, va ser decapitat a Rokujo-gawara. Va morir als 28 anys. {nota n. 4} {nota n. 5}

## Carrera oficial
- 1 de febrer de 1144 : Cinquè rang juvenil (Presentat per l'emperadriu Fujiwara Tokuko)
- 26 de febrer de 1146 (8 d'abril de 1146): Cinquè rang juvenil (Premi Korokujo Goko; lliurat a Hachijo-in)
- 28 de maig, 4t any de Kyūan (16 de juny de 1148): Tosa no Kami
- 28 de juliol, 6è any de Kyūan (22 d'agost de 1150): Musashi no Kami
- 28 de setembre de 1151 (8 de novembre de 1151): Cinquè rang juvenil (presentat a l'emperador Toba el mateix any)
- 28 de gener, 2n any de Nihei (6 de març de 1152): Kane Uhyoe no Samurai
- 1155 (2n any de Kuju)
  - 6 de gener (9 de febrer): quart rang júnior (Saro)
  - 28 de gener (3 de març): Reelecció com a Musashinokami
- 1157 (2n any de l'era Hōgen)
  - 26 de març (6 de maig): simultàniament el capità mitjà de la Guàrdia Dreta, Musashinokami Motonari (Yoshitsugu Ason Yuzuru)
  - 26 d'abril (5 de juny): quart rang júnior (pare: premi Churyu Onjoji)
  - 23 d'agost (28 de setembre): quart rang junior (el pare Churyu va rebre el premi per la construcció del temple Enjoji)
  - 19 de setembre (23 d'octubre): Vicecapità esquerre de la Guàrdia Imperial
  - 27 d'octubre (30 de novembre): Cap dels Camberlans
- 1158 (3r any de l'era Hōgen )
  - 3 de febrer (5 de març): Cap del Palau de l'Emperadriu
  - 9 de febrer (11 de març): Shoshiijo (atorgat el títol d'emperadriu i el seu accés a la cort imperial)
  - 6 de maig (4 de juny): Tercer rang júnior (atorgat per Mutsunokami Masataka per a la construcció)
  - 21 de maig (19 de juny)
    - Comandant de la Guàrdia d'Esquerra
    - També el viceministre de l'emperadriu

  - 10 d'agost (4 de setembre): Gon Chunagon , Shosanmi
  - Agost (setembre): cap d'estable de l'emperador Goshirakawa
  - Novembre (desembre): cap del Kebiishi
- 1159 (4t any de l'era Hōgen)
  - 13 de febrer (4 de març): L'emperadriu deixa de servir com a alt funcionari. Gran sacerdot de Josaimon-en Uemon no Kami
  - 21 de febrer (11 de març): emperadriu vídua
  - Març (abril): Dimissió del secretari en cap
  - 26 de desembre, 1r any de l'era Heiji (5 de febrer de 1160): decret imperial per perseguir i matar
  - 27 de desembre (6 de febrer): Execució

## Genealogia
- Pare: Fujiwara Tadataka
- Mare: Fujiwara no Kimiko (filla de Fujiwara no Akiyori)
- Esposa: Filla de Fujiwara no Akiyori
- Esposa: Filla de Fujiwara Ienari
- Nens amb mares biològiques desconegudes
  - Nens: Fujiwara Nobuchika

## Títols relacionats
- "The New Tale of the Heike" (drama NHK Taiga, 1972) interpretat per Seiichiro Kameishi
- "Taira no Kiyomori" (drama NHK Taiga, 2012) interpretat per Muga Tsukaji